# Gerd Biehl
Gerd Biehl (* 3. Mai 1939; † 13. März 2021) war ein deutscher Mediziner, Orthopäde und Hochschullehrer.

## Leben
Gerd Biehl studierte Medizin und wurde mit einer Arbeit über Die operative Behandlung des Hohlfusses und ihre Ergebnisse an der Universität des Saarlandes in Homburg promoviert. Er habilitierte sich 1977 ebenfalls dort über Gestaltsfestigkeitsuntersuchungen von Osteosynthese-Implantaten. Biehl leitete von 1982 bis 2005 die Orthopädie am Kölner St.-Franziskus-Hospital. Sein Arbeitsgebiet war insbesondere die Endoprothetik des Hüftgelenks. Er war eines der Gründungsmitglieder der Gesellschaft für Orthopädisch-Traumatologische Sportmedizin.

## Publikationen
- Orthopädie in Praxis und Klinik, Bd. 6. Spezielle Orthopädie – obere Extremität / Teil 2. Lokalisierte Erkrankungen. Stuttgart: Thieme 1982
- Orthopädie in Praxis und Klinik, Bd. 4. Allgemeine Orthopädie: Gelenke – Muskeln – Nerven – Gefässe. Stuttgart: Thieme 1982